# 早坂
早坂（学名：Diplommatina hayasakai），又名芝麻蝸牛，为芝麻蝸牛科芝麻蝸牛屬下的一个种。